# Az Elveszett lány epizódjainak listája
Ez a lap az Elveszett lány című sorozati epizódjait listázza.

## Évados áttekintés
| Évad | Évad | Részek száma | Részek száma | Eredeti sugárzás     | Eredeti sugárzás   | Eredeti adó | Magyar sugárzás      | Magyar sugárzás    | Magyar adó |
| Évad | Évad | Részek száma | Részek száma | Évadbemutató         | Évadzáró           | Eredeti adó | Évadbemutató         | Évadzáró           | Magyar adó |
| ---- | ---- | ------------ | ------------ | -------------------- | ------------------ | ----------- | -------------------- | ------------------ | ---------- |
|      | 1.   | 13           | 13           | 2010. szeptember 12. | 2010. december 12. | Showcase    | 2011. szeptember 2.  | 2011. november 25. | AXN        |
|      | 2.   | 22           | 22           | 2011. szeptember 4.  | 2012. április 1.   | Showcase    | 2013. március 11.    | 2013. május 20.    | AXN Sci-Fi |
|      | 3.   | 13           | 13           | 2013. január 6.      | 2013. április 14.  | Showcase    | 2014. január 5.      | 2014. február 16.  | AXN Black  |
|      | 4.   | 13           | 13           | 2013. november 10.   | 2014. február 16.  | Showcase    | 2015. január 4.      | 2015. február 15.  | AXN Black  |
|      | 5.   | 16           | 16           | 2015. december 7.    | 2015. október 25.  | Showcase    | 2021. szeptember 23. | 2021. október 14.  | Sony Max   |

## Epizódok

### Első évad (2010)
| Sor. | Év. | Cím                                                                 | Rendező          | Író               | Premier                                   | Gyártási szám |
| ---- | --- | ------------------------------------------------------------------- | ---------------- | ----------------- | ----------------------------------------- | ------------- |
| 1.   | 1.  | A Fae világa (It's a Fae, Fae, Fae, Fae World)                      | Erik Canuel      | Michelle Lovretta | 2010. szeptember 12. 2011. szeptember 2.  | 101           |
| 2.   | 2.  | Ahol az akarat,ott a Fae arat (Where There's a Will, There's a Fae) | Robert Lieberman | Peter Mohan       | 2010. szeptember 19. 2011. szeptember 9.  | 102           |
| 3.   | 3.  | Testvériség (Oh Kappa, My Kappa)                                    | Paul Fox         | Michelle Lovretta | 2010. szeptember 26. 2011. szeptember 16. | 103           |
| 4.   | 4.  | A végzetes Fae erő (Faetal Attraction)                              | Steve DiMarco    | Jeremy Boxen      | 2010. október 3. 2011. szeptember 23.     | 104           |
| 5.   | 5.  | Halálos szerencse (Dead Lucky)                                      | John Fawcett     | Emily Andras      | 2010. október 17. 2011. szeptember 30.    | 105           |
| 6.   | 6.  | Ételmérgezés (Food for Thought)                                     | John Fawcett     | Pamela Pinch      | 2010. október 24. 2011. október 7.        | 106           |
| 7.   | 7.  | ArakhnoFaebia (ArachnoFaebia)                                       | John Fawcett     | Emily Andras      | 2010. október 31. 2011. október 14.       | 107           |
| 8.   | 8.  | A múlt keresés (Vexed)                                              | John Fawcett     | Michelle Lovretta | 2010. november 7. 2011. október 21.       | 108           |
| 9.   | 9.  | Lasósé (Fae Day)                                                    | Steve DiMarco    | Jeremy Boxen      | 2010. november 14. 2011. október 28.      | 109           |
| 10.  | 10. | Szaszkia (The Mourning After)                                       | Paul Fox         | Michelle Lovretta | 2010. november 21. 2011. november 4.      | 110           |
| 11.  | 11. | Faezegtes igazság (Faetal Justice)                                  | Robert Lieberman | Peter Mohan       | 2010. november 28. 2011. november 11.     | 111           |
| 12.  | 12. | Csak kizárt tagoknak ((Dis)Members Only)                            | Steve DiMarco    | Jeremy Boxen      | 2010. december 15. 2011. november 18.     | 112           |
| 13.  | 13. | Vérvonal (Blood Lines)                                              | Robert Lieberman | Michelle Lovretta | 2010. december 12. 2011. november 25.     | 113           |

### Második évad (2011-2012)
| Sor. | Év. | Cím                                                                  | Rendező          | Író                            | Premier                                | Gyártási szám |
| ---- | --- | -------------------------------------------------------------------- | ---------------- | ------------------------------ | -------------------------------------- | ------------- |
| 14.  | 1.  | Gonosz Fae közeleg (Something Wicked This Fae Comes)                 | Robert Lieberman | Michelle Lovretta              | 2011. szeptember 4. 2013. március 11.  | 201           |
| 15.  | 2.  | Küzdöttem a faevel de az nyert (I Fought the Fae (and the Fae Won))  | Steve DiMarco    | Michelle Lovretta              | 2011. szeptember 11. 2013. március 11. | 202           |
| 16.  | 3.  | Álom édes rémálom (Scream a Little Dream)                            | George Mihalka   | Jeremy Boxen                   | 2011. szeptember 18. 2013. március 18. | 203           |
| 17.  | 4.  | Tükröm,tükröm (Mirror, Mirror)                                       | Steve DiMarco    | Emily Andras                   | 2011. szeptember 25. 2013. március 18. | 204           |
| 18.  | 5.  | Farkastestvér (BrotherFae of the Wolves)                             | Clark Johnson    | Alexandra Zarowny              | 2011. október 2. 2013. március 25.     | 205           |
| 19.  | 6.  | Jobb kiégni mint el Faejőlni (It's Better to Burn Out Than Fae Away) | Gail Harvey      | Steve Cochran                  | 2011. október 30. 2013. március 25.    | 206           |
| 20.  | 7.  | Megvadult Fae (Fae Gone Wild)                                        | Lynne Stopkewich | Alexandra Zarowny              | 2011. november 6. 2013. április 1.     | 207           |
| 21.  | 8.  | Nem áll jól neki a halál (Death Didn't Become Him)                   | Steve DiMarco    | Steve Cochrane                 | 2011. november 13. 2013. április 1.    | 208           |
| 22.  | 9.  | Eredendő bőr (Original Skin)                                         | Paul Fox         | Emily Andras                   | 2011. november 20. 2013. április 8.    | 209           |
| 23.  | 10. | Tomboló Fae (Raging Fae)                                             | David Greene     | Jeremy Boxen                   | 2011. november 27. 2013. április 8.    | 210           |
| 24.  | 11. | Otthon édes otthon (Can't See the Fae-Rest)                          | Gail Harvey      | Shelley Scarrow                | 2011. december 4. 2013. április 15.    | 211           |
| 25.  | 12. | Álarcok (Masks)                                                      | Lee Rose         | Grant Rosenberg                | 2011. december 11. 2013. április 15.   | 212           |
| 26.  | 13. | Barometz és trick (Barometz. Trick. Pressure.)                       | Paolo Barzman    | Steve Cochrane                 | 2011. december 18. 2013. április 22.   | 213           |
| 27.  | 14. | Varázslámpás (Midnight Lamp)                                         | David Winning    | Jeremy Boxen                   | 2012. január 22. 2013. április 22.     | 214           |
| 28.  | 15. | Asztal Fae személyre (Table for Fae)                                 | David Greene     | Duana Taha                     | 2012. január 29. 2013. április 29.     | 215           |
| 29.  | 16. | Vissza az iskolába (School's Out)                                    | James Dunnison   | Jay Firestone, Harris Goldberg | 2012. február 12. 2013. április 29.    | 216           |
| 30.  | 17. | A lány aki Faevel játszott (The Girl Who Fae'd With Fire)            | Brett Sullivan   | Emily Andras                   | 2012. február 19. 2013. május 6.       | 217           |
| 31.  | 18. | Irgalmas Szerelem (Fae-nted Love)                                    | Michael DeCarlo  | Shelley Scarrow                | 2012. március 4. 2013. május 6.        | 218           |
| 32.  | 19. | Igazság és következmények (Truth and Consequences)                   | Lee Rose         | Grant Rosenberg                | 2012. március 11. 2013. május 13.      | 219           |
| 33.  | 20. | Lachlan döntése (Lachlan's Gambit)                                   | Steve DiMarco    | Steve Cochrane                 | 2012. március 18. 2013. május 13.      | 220           |
| 34.  | 21. | Út a sötétségbe (Into the Dark)                                      | John Fawcett     | Emily Andras                   | 2012. március 25. 2013. május 20.      | 221           |
| 35.  | 22. | Hús és vér (Flesh and Blood)                                         | Steve DiMarco    | Alan McCullough                | 2012. április 1. 2013. május 20.       | 222           |

### Harmadik évad (2013)
| Sor. | Év. | Cím                                             | Rendező        | Író                 | Premier                             | Gyártási szám |
| ---- | --- | ----------------------------------------------- | -------------- | ------------------- | ----------------------------------- | ------------- |
| 36.  | 1.  | Ketrecbe zárt Fae (Caged Fae)                   | Paolo Barzman  | Emily Andras        | 2013. január 6. 2014. január 5.     | 301           |
| 37.  | 2.  | A Fae alatt (SubterrFaenean)                    | Steve DiMarco  | Stephen Cochrane    | 2013. január 13. 2014. január 5.    | 302           |
| 38.  | 3.  | Fae tőzés (ConFaegion)                          | Paolo Barzman  | James Thorpe        | 2013. január 20. 2014. január 12.   | 303           |
| 39.  | 4.  | Leszáll a sötétség (Fae-de To Black)            | Ron Murphy     | Alexandra Zarowny   | 2013. január 27. 2014. január 12.   | 304           |
| 40.  | 5.  | Tágra zárt Fae (Faes Wide Shut)                 | George Mihalka | Jeremy Boxen        | 2013. február 10. 2014. január 19.  | 305           |
| 41.  | 6.  | A Kenzi faktor (The Kenzi Scale)                | David Greene   | Sandra Chwialkowska | 2013. február 17. 2014. január 19.  | 306           |
| 42.  | 7.  | leg Bo otthon (There's Bo Place Like Home)      | Gail Harvey    | Brendon Yorke       | 2013. március 3. 2014. január 26.   | 307           |
| 43.  | 8.  | A meghívó (Fae-ge Against The Machine)          | George Mihalka | Alexandra Zarowny   | 2013. március 10. 2014. január 26.  | 308           |
| 44.  | 9.  | Ceremónia (Ceremony)                            | Lee Rose       | James Thorpe        | 2013. március 17. 2014. február 2.  | 309           |
| 45.  | 10. | A remidensek (Delinquents)                      | Gail Harvey    | Michelle Lovretta   | 2013. március 24. 2014. február 2.  | 310           |
| 46.  | 11. | A fae bébiszitter (Adventures In Fae-bysitting) | Lee Rose       | Sandra Chwialkowska | 2013. március 31. 2014. február 9.  | 311           |
| 47.  | 12. | Éjen, Hale (Hail, Hale)                         | Steve DiMarco  | Stephen Cochrane    | 2013. április 7. 2014. február 9.   | 312           |
| 48.  | 13. | A vándor (Those Who Wander)                     | Ron Murphy     | Emily Andras        | 2013. április 14. 2014. február 16. | 313           |

### Negyedik évad (2013-2014)
| Sor. | Év. | Cím                                                   | Rendező       | Író                     | Premier                             | Gyártási szám |
| ---- | --- | ----------------------------------------------------- | ------------- | ----------------------- | ----------------------------------- | ------------- |
| 49.  | 1.  | In Memoriam (In Memoriam)                             | Paolo Barzman | Emily Andras            | 2013. november 10. 2015. január 4.  | 401           |
| 50.  | 2.  | Ébredj Csipkerózsika (Sleeping Beauty School)         | Steve DiMarco | Emily Andras            | 2013. november 17. 2015. január 4.  | 402           |
| 51.  | 3.  | Szétválasztott szerelmesek (Lovers. Apart.)           | Andy Mikita   | Steve Cochrane          | 2013. november 24. 2015. január 11. | 403           |
| 52.  | 4.  | Szörnyek (Turn to Stone)                              | Paolo Barzman | Michael Grassi          | 2013. december 1. 2015. január 11.  | 404           |
| 53.  | 5.  | Sötét idők jönnek (Let the Dark Times Roll)           | Ron Murphy    | Jeremy Boxen            | 2013. december 8. 2015. január 18.  | 405           |
| 54.  | 6.  | A világ összes kocsmája közül (Of All the Gin Joints) | Mairzee Almas | Alex Zarowney           | 2013. december 15. 2015. január 18. | 406           |
| 55.  | 7.  | La Fae Époque (La Fae Époque)                         | Steve DiMarco | Michael Grassi          | 2013. december 22. 2015. január 25. | 407           |
| 56.  | 8.  | Jöjj el kedves krampusz (Groundhog Fae)               | Ron Murphy    | Emily Andras, Sam Ruano | 2013. december 29. 2015. január 25. | 408           |
| 57.  | 9.  | A sors gyermeke (Destiny's Child)                     | Steve DiMarco | Steve Cochrane          | 2014. január 12. 2015. február 1.   | 409           |
| 58.  | 10. | Hullámok (Waves)                                      | Director X    | Michael Grassi          | 2014. január 19. 2015. február 1.   | 410           |
| 59.  | 11. | Egy út vége (End Of A Line)                           | Ron Murphy    | Steve Cochrane          | 2014. január 26. 2015. február 8.   | 411           |
| 60.  | 12. | Eredet (Origin)                                       | Steve DiMarco | Alexandra Zarowny       | 2014. február 9. 2015. február 8.   | 412           |
| 61.  | 13. | A fekete ló (Dark Horse)                              | Ron Murphy    | Emily Andras            | 2014. február 16. 2015. február 15. | 413           |

### Ötödik évad (2015)
| Sor. | Év. | Cím                                               | Rendező        | Író                            | Premier                                                                | Gyártási szám |
| ---- | --- | ------------------------------------------------- | -------------- | ------------------------------ | ---------------------------------------------------------------------- | ------------- |
| 62.  | 1.  | Mint a pokolban, első rész (Like Hell, part 1)    | Paolo Barzman  | Michael Grassi                 | 2014. december 7. 2021. szeptember 23.                                 | 501           |
| 63.  | 2.  | Mint a pokolban, második rész (Like Hell, part 2) | Paolo Barzman  | Emily Andras                   | 2014. december 14. 2021. szeptember 24.                                | 502           |
| 64.  | 3.  | Big in Japan                                      | Ron Murphy     | Alexandra Zarowny              | 2014. december 21. 2021. szeptember 27.                                | 503           |
| 65.  | 4.  | When God Opens a Window                           | Mairzee Almas  | Steve Cochrane                 | 2014. december 28. 2021. szeptember 28.                                | 504           |
| 66.  | 5.  | It's Your Lucky Fae                               | Paolo Barzman  | Ley Lukins                     | 2015. január 4. 2021. szeptember 29.                                   | 505           |
| 67.  | 6.  | Clear Eyes, Fae Hearts                            | David Greene   | Sandra Chwialkowska            | 2015. január 11. 2021. szeptember 30.                                  | 506           |
| 68.  | 7.  | Here Comes the Night                              | Paolo Barzman  | Michael Grassi                 | 2015. január 18. 2021. október 1.                                      | 507           |
| 69.  | 8.  | End of Faes                                       | Ron Murphy     | Ley Lukins, Lauren Gosnell     | 2015. január 25. 2021. október 4.                                      | 508           |
| 70.  | 9.  | 44 Minutes to Save the World                      | Gail Harvey    | Sandra Chwialkowska            | 2015. augusztus 21. (online) 2015. szeptember 6. (TV) 2021. október 5. | 509           |
| 71.  | 10. | Like Father, Like Daughter                        | Paolo Barzman  | Alexandra Zarowny              | 2015. szeptember 13. 2021. október 6.                                  | 510           |
| 72.  | 11. | Sweet Valkyrie High                               | Bruce McDonald | Emily Andras                   | 2015. szeptember 20. 2021. október 7.                                  | 511           |
| 73.  | 12. | Judgement Fae                                     | Lee Rose       | Lara Azzopardi, Lauren Gosnell | 2015. szeptember 27. 2021. október 8.                                  | 512           |
| 74.  | 13. | Family Portrait                                   | Ron Murphy     | Michael Grassi                 | 2015. október 4. 2021. október 11.                                     | 513           |
| 75.  | 14. | Follow the Yellow Trick Road                      | Paolo Barzman  | Ley Lukins                     | 2015. október 11. 2021. október 12.                                    | 514           |
| 76.  | 15. | Let Them Burn                                     | Mairzee Almas  | Sandra Chwialkowska            | 2015. október 18. 2021. október 13.                                    | 515           |
| 77.  | 16. | Rise                                              | Paolo Barzman  | Michael Grassi                 | 2015. október 25. 2021. október 14.                                    | 516           |